# مورانلی، جلیل‌آباد
مورانلی (به ترکی آذربایجانی: Moranlı) یک منطقه مسکونی در جمهوری آذربایجان است که در شهرستان جلیل‌آباد واقع شده‌است. مورانلی ۹۱۱ نفر جمعیت دارد.